# Alderamin
Alderamin (α Cephei) è una stella della costellazione di Cefeo, distante circa 49 anni luce dalla Terra. Di classe spettrale A8, ha circa il doppio della massa e 1,5 volte il diametro del Sole e 18 volte la sua luminosità.
Poco più massiccia e più calda del Sole, Alderamin sembra essere una stella in fase di transizione dalla sequenza principale ad uno stadio di subgigante.

## Osservazione
La sua posizione è fortemente boreale e ciò comporta che la stella sia osservabile prevalentemente dall'emisfero nord, dove si presenta circumpolare anche da gran parte delle regioni temperate; dall'emisfero sud la sua visibilità è invece limitata alle regioni temperate inferiori e alla fascia tropicale. 
La sua magnitudine pari a +2,45 le consente di essere scorta con facilità anche dalle aree urbane di moderate dimensioni. Tramite la fotometria rilevata dal telescopio spaziale TESS è stata rilevata un piccola variabilità di 0,002 magnitudini e indicata dall'AAVSO come variabile Delta Scuti.
Il periodo migliore per la sua osservazione nel cielo serale ricade nei mesi compresi fra fine giugno e novembre; nell'emisfero nord è visibile anche per tutto l'autunno, grazie alla declinazione boreale della stella, mentre nell'emisfero sud può essere osservata in particolare durante i mesi del tardo inverno australe.

## Anomalie
Questa stella è caratterizzata da una velocità di rotazione inusualmente elevata (246 km/s all'equatore), all'incirca 125 volte quella del Sole. Normalmente, per stelle di questa massa, la forza di gravità tende a separare gli elementi chimici più leggeri da quelli più pesanti, concentrando questi ultimi verso il nucleo della stella, ma nel caso di Alderamin l'elevata velocità di rotazione sembra impedire il fenomeno.
Anche l'attività elettromagnetica (che è condizionata dalla velocità di rotazione) appare insolitamente elevata per una stella di questa classe spettrale. Alderamin, infatti, emette all'incirca la stessa quantità di raggi x del Sole. Allo stato attuale, la causa di queste anomalie non è ancora stata chiarita.

## Astronomia sferica
Sulla sfera celeste, la stella si trova vicina alla traiettoria precessionale del polo nord celeste (ovvero la proiezione del polo nord dell'asse terrestre sulla sfera celeste), con la conseguenza che, ciclicamente, Alderamin diviene quasi una stella polare venendosi a trovare a meno di 3° dal polo nord celeste, due gradi in più della stella polare attuale (α Ursae Minoris). Alderamin si troverà a queste coordinate attorno all'anno 7.500.
Il nome Alderamin è una contrazione del sintagma arabo الذراع اليمين (að-ðirā‘ al-yamīn) che significa «il braccio destro», con l'articolo determinativo traslitterato nell'alfabeto latino in «al» come usualmente avviene per diversi nomi di stelle di origine araba. È conosciuta come 天鉤五 («la quinta stella della falce celeste») nell'astronomia cinese.